# Nigroperla costalis
Nigroperla costalis és una espècie d'insecte pertanyent a la família dels pèrlids i l'única del gènere Nigroperla.

## Distribució geogràfica
Es troba a Sud-amèrica: Xile i l'Argentina.